# Алексеевская церковь (Харбин)
Алексеевская церковь в Модягоу (кит. 圣阿列克谢耶夫教堂) — бывший православный храм в Харбине в районе Наньган. В настоящее время храм является костёлом Католической патриотической ассоциации.

## История

### Деревянный храм
Свято-Алексеевская церковь в Харбине существует с 1912 года, когда деревянное здание церкви было перенесено из посёлка Алексеевка в район Харбина Модягоу. В своё время церковь также была перенесена в пос. Алексеевку в 1908 году, а до этого располагалась в Корпусном городке. Церковь была приписана к Никольскому собору и первые богослужения в ней совершал командированный из собора священник Илия Архангельский.
Весной 1913 года на церкви достроили колокольню, колокола для которой пожертвовал И. Ф. Чистяков.
Указом Святейшего Синода от 23 марта 1917 года в Модягоу был открыт самостоятельный приход в состав которого вошли харбинцы: Шароним, Бочарников, Баранов, Жилейщиков, Саваков, Христюк, Трошин, Никитин, Лукьянов и позже Борисевич и Герасимов. Совет произвёл государственную регистрацию прихода. 23 июля 1917 года в настоятели собора были избраны в качестве кандидатов священник Илия Архангельский, священник Зюков и Оснецкий, а также диакон Сурмели. Трое из них отказались от занятия должности, а иерей Илья Архангельский не желая оставлять службу в соборе до февраля 1918 года исполнял должность настоятеля Алексеевского прихода по совместительству. В феврале 1918 года на должность настоятеля избран священник Петр Антонов. В феврале 1924 года настоятелем стал кандидат богословия протоиерей Пётр Рождественский.
Численность прихожан со 150 человек (1917) выросла до 1500 (1924) и в 1930-е продолжала увеличиваться. Приход в Мадягоу считался одним из наиболее многолюдных.
В 1925 году для увеличения кубатуры храма был выстроен купол и устроен дополнительный вход с северной стороны и в том же году устроен придел святителя Иннокентия и иконы Божией Матери «Всех скорбящих радость». Также в 1925 году был написан новый иконостас.
В 1928 году при церкви выстроен новый дом площадью 45 квадратных сажен для проживания второго священника.
С 1930 года при церкви открыто попечительство для помощи бедным, которое в том же году открыло бесплатную чайную, где ежедневно получали чай и хлеб до 200 человек.

### Каменный храм
В сентябре 1930 года началась постройка нового каменного храма на перекрёстке улицы Церковной и Скобелевской. Наружные строительные работы, в том числе кирпичная кладка стен, в те годы выполнялись в Харбине только в теплое время года, так как о кирпичной кладке на замораживание раствора ещё и не помышляли. Руководил строительными работами известный в Харбине инженер путей сообщения Михаил Васильевич Карбышев, выпускник Харбинского Политехнического Института. Ему помогал тайный, но фактический автор проекта архитектор, разработавший все детали храма Ю. В. Смирнов. Он был гражданином СССР, и ему не полагалось участвовать в культовом строительстве, однако это не помешало ему стать душой проекта.
В 1934 году проект церкви был несколько изменён архитектором Борисом Тустановским в целях сокращения стоимости работ. В качестве конструктивного решения перекрытия храма были применены железобетонные своды, позволяющие освободить центральное подкупольное пространство от опор.
По воспоминаниям очевидцев: «Особенно запомнился торжественный подъём креста на купол. Собралось очень много молящихся. После молебна с помощью тросов, блоков, талей, лебедок крест медленно поднимался на купол. На фоне неба создавалось впечатление, что крест самостоятельно приближается к тому месту, где он должен быть установлен». Освящение храма состоялось 6 октября 1935 года.
В церкви имелось три алтаря: главный престол во имя святителя Алексия митрополита Московского, правый придел во имя святителя Иннокентия митрополита Иркутского; левый посвящен иконе Пресвятой Богородицы «Всех скорбящих радость».
По воспоминаниям Харбинского священника Николая Падерина: «Если старый Софийский храм принял в свои священные стены студентов высшей богословской школы, то в старом Свято-Алексеевском храме была образована другая духовная школа — Харбинская Духовная семинария, которая пришла на смену Алексеевскому реальному училищу. Семинария была основана в 1939 году и просуществовала до 1946 года; за это время из ее стен вышло 40-45 абитуриентов шести выпусков <…> Прихожане Свято-Алексеевского храма всегда видели впереди себя за богослужениями строй семинаристов и малый состав семинарского хора на левом клиросе».
По словам жительницы Харбина: «В 1945 году в этой церкви было отделение СМЕРШа. Батюшку и дьякона сразу арестовали, прислугу тоже — увезли куда-то, откуда они так и не вернулись. Потом храм долго стоял пустой, мы просили прислать священника, писали письма, но нам не отвечали».
Церковь закрылась в 1956 году. С помощью выпускников училищ КВЖД большая часть церковной утвари была переправлена в Сан-Франциско и ныне хранится в Скорбященском соборе. Последний настоятель храма протоиерей Стефан У принял мученическую смерть. Храм был перестроен под столовую и продуктовый склад.

### Современное состояние

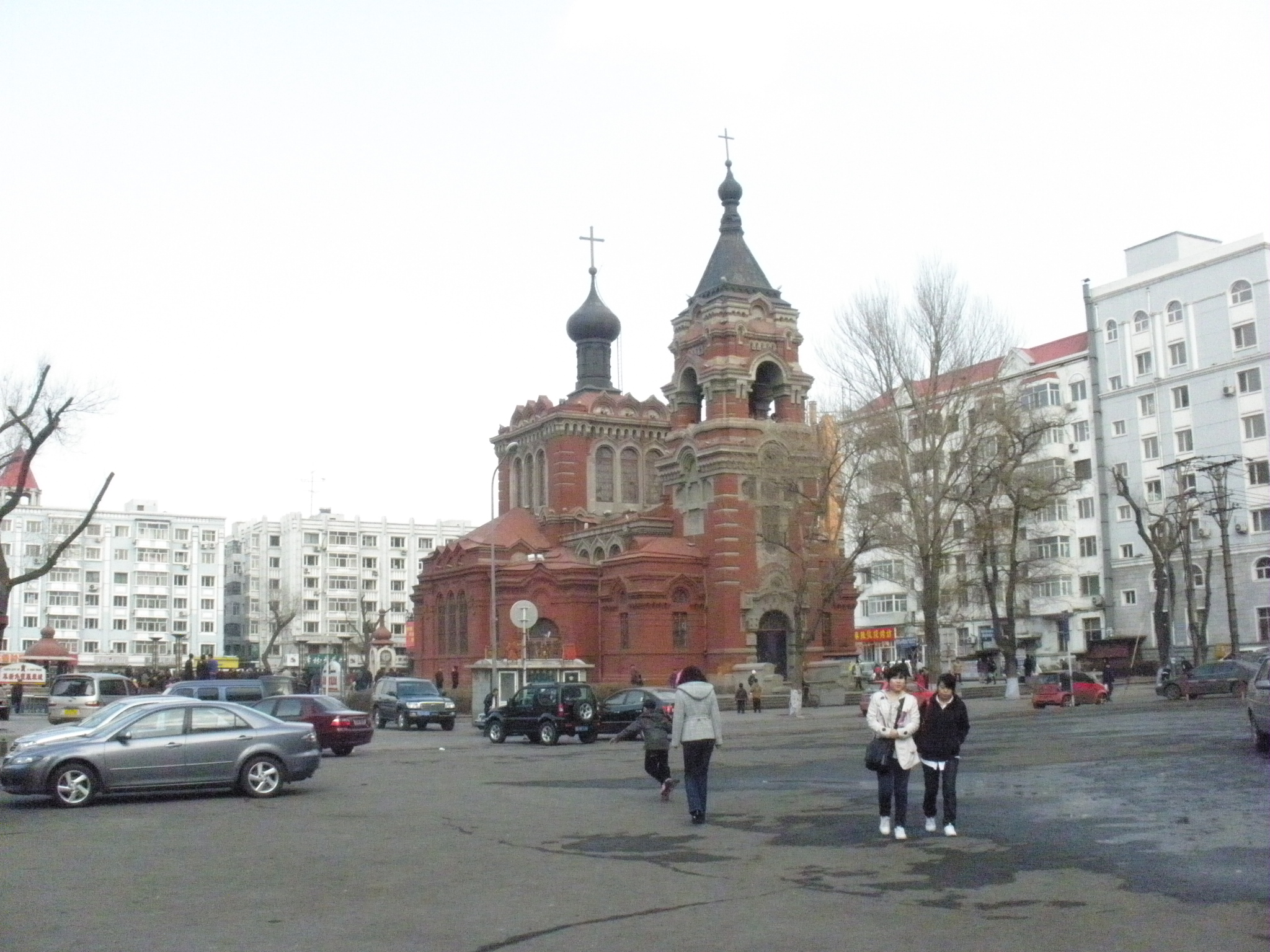

Уже в 1980 году храм был отремонтирован и передан патриотической ассоциации китайских католиков для использования в качестве резиденции для епископа (нижний ярус) и церковь (верхний ярус). По состоянию на 1991 год храм относился к епархии Хэйлунцзян.
Рядом с церковью организована зона отдыха, с современным благоустройством, дизайн которого навеян художественным стилем Алексеевской церкви.

## Клир
настоятели
- 1912—1918 — Илья Архангельский
- 1918—1924 — Пётр Антонов
- февраль 1924—1933 — Пётр Рождественский[2]
- 1933—1937 — Михаил Рогожин
- 1937—1944 — Аристарх Пономарёв
- 1944—1955 — Симеон Новосильев
- 1955—1963 — Николай Стариков
- 1963—1966 — Стефан У

штатные священники
- Михаил Рогожин (1930—1933)
- Сергий Русанов (1933—1946)
- Николай Мустафин (1934—1944)
- Аристарх Пономарёв (1944—1946)
- Алексий Горелкин (1946—1955)
- Стефан У (1956—1962)

сверхштатные священники
- Алексий Русецкий (1920—1922)
- Владимир Чертыковцев (1920—1925)
- Виктор Гурьев (1922—1927)
- Евгений Панормов (1923—1930)
- Прокопий Гордзиевский (1925—1931)
- Василий Ларев (1925—1934)
- Александр Солянский (1929—1934)
- Василий Герасимов (1929—1948)
- Валентин Низковский (1931—1939)
- Симеон Литвинцев (1940-?)

штатные диаконы
- Петр Анохин (1919—1939)
- Константин Затопляев (1939—1943)
- Алексий Горелкин (1943—1946)
- Иаков Перов (1946—1955)

сверхштатные диаконы
- Борис Солянский (1930—1938)
- Иоанн Шачнев (1938)